# Wichita
Wichita je největší město v americkém státě Kansas, 49. nejvetší město v USA a okresní město Sedgwick County. Podle sčítání lidu z roku 2009 má 372 186 obyvatel. Nachází se zhruba ve středu Kansasu na řece Arkansas. Metropolitní oblast Wichity měla v roce 2009 612 683 obyvatel.
Město je centrem leteckého průmyslu USA, sídlí zde firmy Cessna, Beechcraft (a v minulosti Stearman Aircraft, dnes zaniklá společnost) a své závody zde mají další firmy (např. Learjet, sdružen v letecké divizi Bombardier Aerospace). Je zde vyráběno více letadel než v kterémkoli jiném městě na světě, díky tomu má přezdívku Air Capital of the World.

## Historie
Před Evropany, kteří sem začali ve 30. letech pronikat po odkoupení Louisiany Spojenými státy roku 1803, tady žili Wichitové a Osedžové.
Osada jménem Wichita vznikla roku 1864,
na jejím vystavění se podíleli obchodníci a lovci bizonů James Richard Mead a William Greiffenstein. Růstu města prospěla Chisholmská obchodní stezka, po níž probíhal obchod s dobytkem mezi Texasem a Abilene v Kansasu.
Výstavba železnice byla ve Wichitě dokončena roku 1872, pokračovala ovšem dále do Santa Fe. Ta kromě jiného podpořila zemědělství které v roce 1875 zahrnovalo prostor znemožňující pastvu dobytka.
V 80. letech se město snažilo přilákat investice, skutečný rozvoj ovšem město zaznamenalo až na začátku 20. století.
Zemědělství se zaměřovalo na pěstování pšenice a čiroku, rozvíjel se masozpracovatelský průmysl a geografická poloha ve středu země prospěla komerční přepravě.
Ve 20. letech přesáhl počet obyvatel 100 tisíc.
Objevena byla ropná ložiska, dále začal vznikat letecký průmysl, částečně financovaný výnosy z ropy. Mezi založené letecké společnosti náležely Swallow, Travel Air a též Beech, Boeing nebo Cessna.
Roku 1921 vznikl řetězec restaurací White Castle zaměřující se na hamburgery. Roku 1958 tu vznikl jiný řetězec občerstvení – Pizza Hut.
V průběhu druhé světové války byly ve městě vyrobeny tisíce bombardérů B-29.
V 50. letech přesáhla populace 250 tisíc lidí.
Dne 16. ledna 1965 došlo k letecké havárii armádního Boeingu KC-135, při které zemřelo všech sedm členů posádky a dalších 23 lidí na zemi, kteří byli na místě dopadu.

## Ekonomika
Ve městě sídlí Koch Industries, podle Forbesu největší americká společnost v soukromých rukách, dále zde sídlí i jedna divize druhé největší soukromé americké společnosti Cargill. Obě patří k největším zaměstnavatelům ve Wichitě.
Oproti dalším místům v USA je ve Wichitě levnější bydlení (březen 2019).

## Demografie
Podle sčítání lidu z roku 2010 zde žilo 382 368 obyvatel.

### Rasové složení
- 71,9 % bílí Američané
- 11,5 % Afroameričané
- 1,2 % američtí indiáni
- 4,8 % asijští Američané
- 0,1 % pacifičtí ostrované
- 6,2 % jiná rasa
- 4,3 % dvě nebo více ras

Obyvatelé hispánského nebo latinskoamerického původu, bez ohledu na rasu, tvořili 15,3 % populace.

## Kultura
V roce 1937 otevřeli bratři Brewerové – Charles a Gage – klub Shadowland. V něm se hudební scéně poprvé představila elektrická kytara.

## Osobnosti
- Wyatt Earp (1848–1929), ochránce zákona, lovec a farmář[7]
- Hattie McDanielová (1893–1952), černošská herečka a první Afroameričanka, která obdržela Oscara[7]
- Clyde Cessna (1879–1954), průkopník letectví a zakladatel značky Cessna[7]
- MrBeast (* 1997), americký youtuber a filantrop

## Galerie

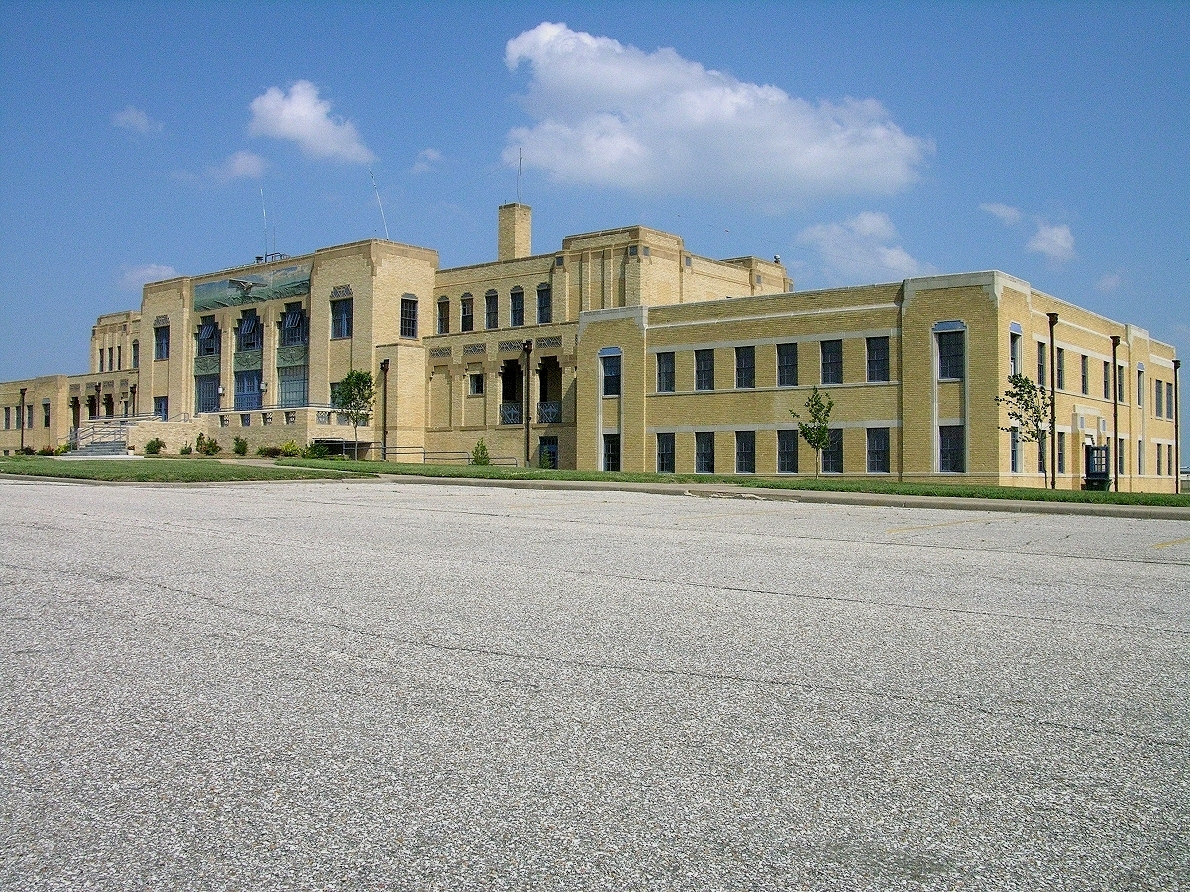
Muzeum letectví
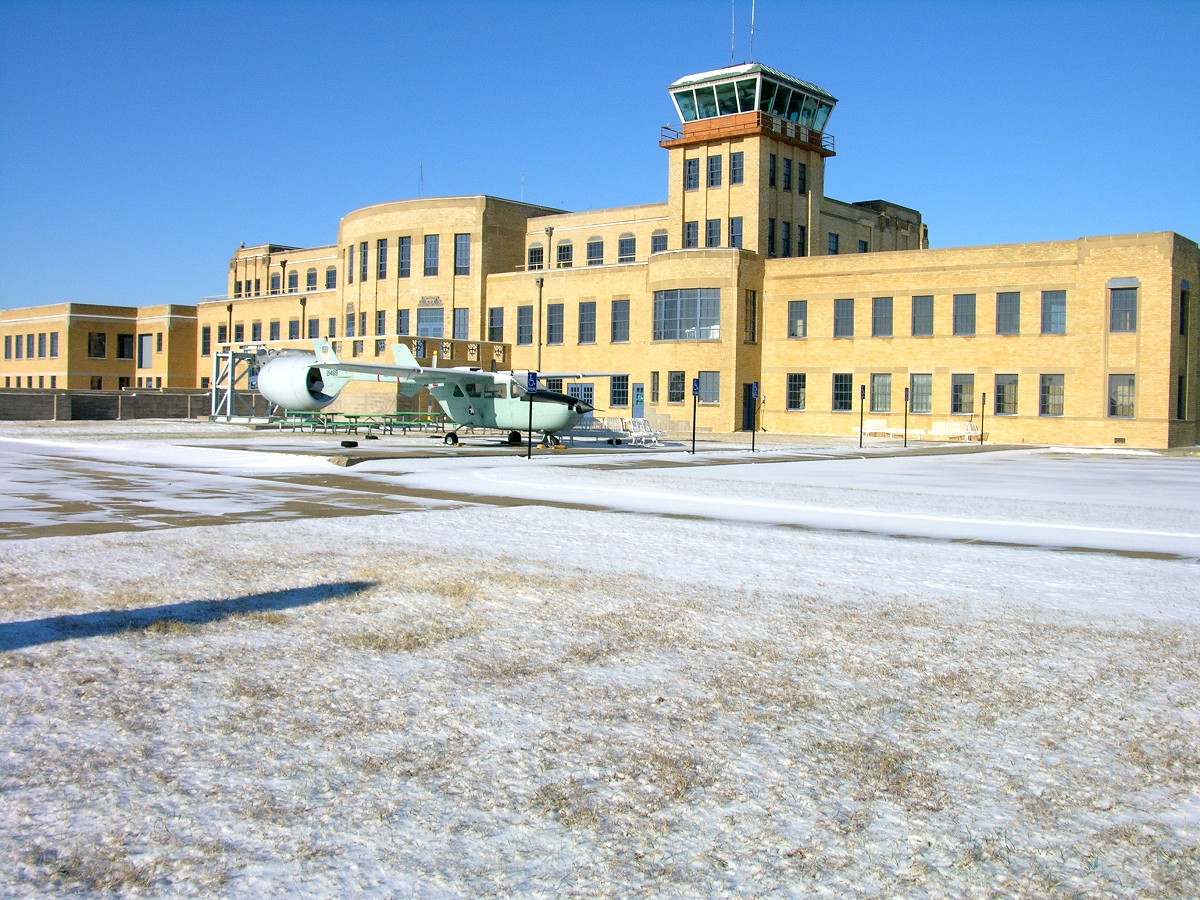
Muzeum letectví
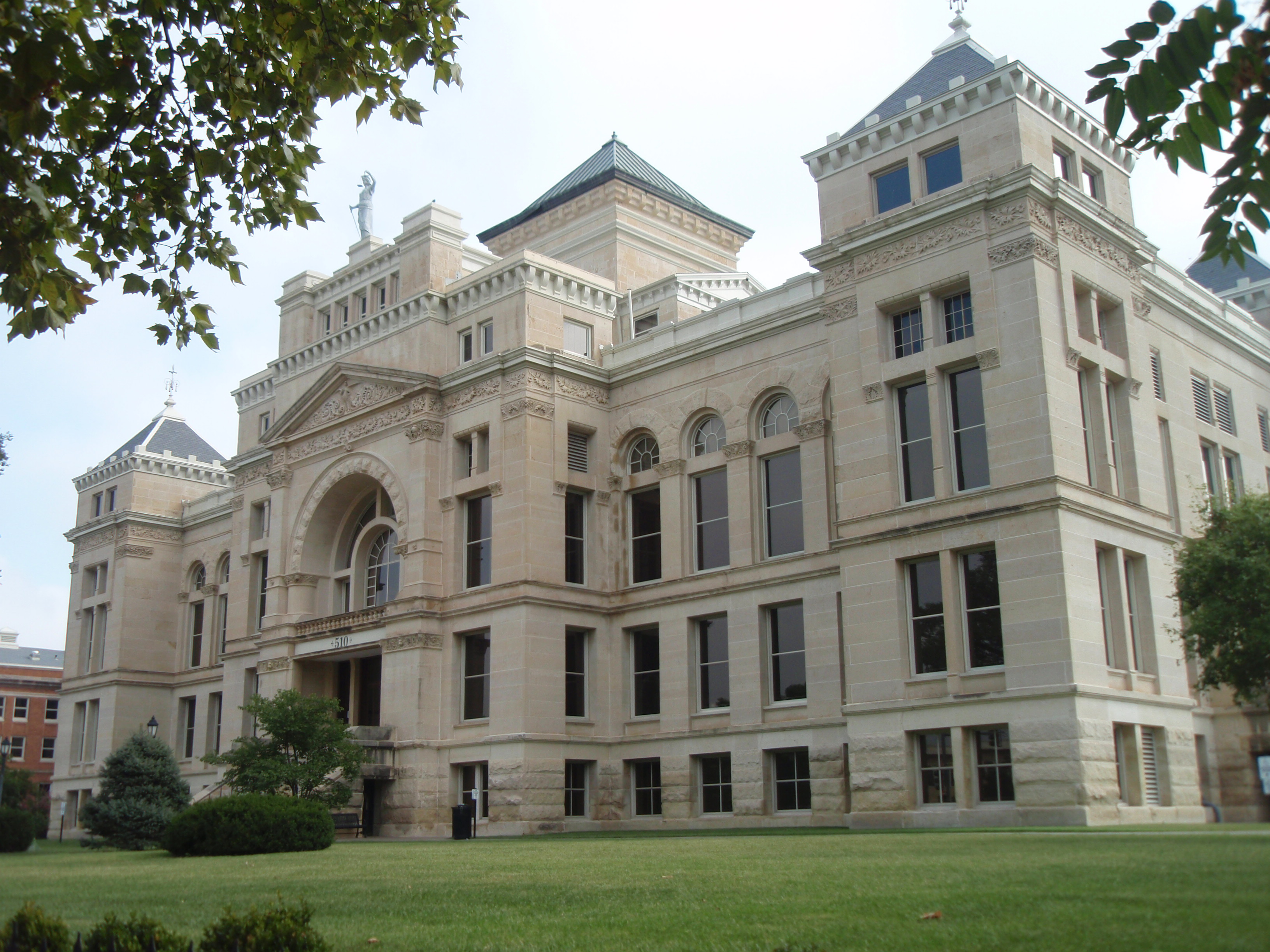
Budova soudu